# Лемовики
Лемовиките (на латински: Lemovici или Lemovices) са галско племе, обитавало приблизително земите на историческите области Лимузен и Поату в Централна Франция. Тяхно главно селище е Дуротинкум, а по-късно, по време на римското владичество - Аугусторитум (дн. Лимож). Лемовиките оставят името си както на града, така и на областта Лимузен.
Други известни техни селища са Ацитодунум, Аргентат, Блатомагус, Брива Куреция, Касиномагус, Каровикус, Ронкомагус, Екскиндиакум и Укселум.
По време на Галските войни на Юлий Цезар, лемовиките се присъединяват към въстанието на Версенжеторикс. През 52 г. пр.н.е. около 10 000 техни бойци участват в битката при Алезия срещу римските легиони. Там е убит техният вожд, Седул.